# Tabaco
Tabaco è una città componente delle Filippine, situata nella Provincia di Albay, nella Regione del Bicol.
Tabaco è formata da 47 baranggay:
- Agnas (San Miguel Island)
- Bacolod
- Bangkilingan
- Bantayan
- Baranghawon
- Basagan
- Basud (Pob.)
- Bogñabong
- Bombon (Pob.)
- Bonot
- Buang
- Buhian
- Cabagñan
- Cobo
- Comon
- Cormidal
- Divino Rostro (Pob.)
- Fatima
- Guinobat
- Hacienda (San Miguel Island)
- Magapo
- Mariroc
- Matagbac
- Oras

- Oson
- Panal
- Pawa
- Pinagbobong
- Quinale Cabasan (Pob.)
- Quinastillojan
- Rawis (San Miguel Island)
- Sagurong (San Miguel Island)
- Salvacion
- San Antonio
- San Carlos
- San Isidro (Boring)
- San Juan (Pob.)
- San Lorenzo
- San Ramon
- San Roque
- San Vicente
- Santo Cristo (Pob.)
- Sua-Igot
- Tabiguian
- Tagas
- Tayhi (Pob.)
- Visita (San Miguel Island)